# Castiglione Cosentino
Castiglione Cosentino er en by i Calabrien, Italien med 2.674 (2023) indbyggere.